# Bomolocha melanica
Bomolocha melanica là một loài bướm đêm trong họ Noctuidae.